# Paul Weyers
Paul Weyers (* 9. April 1890 in Dülken; † 19. Juni 1972 ebenda) war ein niederrheinischer Mundartdichter.

## Leben
Paul Weyers kam als mittleres von elf Geschwistern in Dülken zur Welt. Er ging auf die damalige Nordschule. Danach besuchte er die höhere Schule, das heutige Clara-Schumann-Gymnasium, bis zur Mittleren Reife. Er wollte wie sein Onkel Kunstmaler werden, folgte aber seinem Vater und schlug eine Laufbahn als Kaufmann ein. Bis zu seiner Pensionierung 1951 war er Prokurist der Angora Plüschfabrik.
1914 wurde er in den Ersten Weltkrieg eingezogen und in der Schlacht von Ypern durch Giftgas verwundet. Diese Erfahrungen vertieften seine Sehnsucht nach Frieden, den in der Kleinstadt Dülken fand. Er suchte die Stille, galt als naturverbunden und gottesfürchtig.  Es wird berichtet, dass er bis ins hohe Alter über die Süchtelner Höhen wanderte und beinahe täglich mit einer neuen Idee oder einem neuen Gedicht zurückkehrte. Sehr gern hielt er sich in seiner ehemaligen Grundschule auf und brachte den damaligen Schülern die Dülkener Mundart näher.
Er war verheiratet und hatte vier Kinder.
Nach seinem Tod wurde er auf dem Dülkener Friedhof beigesetzt.

## Werk
Mit 15 Jahren verfasste er sein erstes Gedicht in Hochdeutsch, die ersten Zeilen in Mundart entstanden im Alter von 18 Jahren. Seine traumatisierenden Eindrücke im Ersten Weltkrieg versuchte er in hochdeutschen Gedichten zu verarbeiten. Der größte Teil seiner Werke entstand jedoch erst nach seiner Pensionierung. Zentrales Thema seiner Dichtungen waren dabei die kleinen Eindrücke seines täglichen Lebens und Alltagsbeobachtungen des Ländlichen, typisch Niederrheinischen. Vertraute Menschen, Sprache (Mundart), Umgebung und  Umgangsformen bedeuteten für Weyers Heimat – weshalb sein Werk häufig von der lokalen Presse in der Tradition der Heimatdichter gesehen wird.
Paul Weyers war zu Lebzeiten in Sachen Mundart sehr engagiert und im Verbreitungsraum des niederrheinischen Platt weit bekannt. Er pflegte Kontakte zu Krefelder Dichtern wie Josef Brocker, Theo Mülders oder Johanna (Hannsche) Overdieck und hielt Vorträge in Köln. Ein Streitpunkt unter Kollegen war die Schreibweise der Mundart. Dies erschwerte auch die Veröffentlichung seiner Gedichte. Tiefe Freundschaft verband ihn mit der Viersener Schriftstellerin Agnes Neef-Winz, die ihn dazu animierte, nicht nur Gedichte, sondern auch Prosatexte in Mundart zu verfassen.
Einige seiner Texte wurden vertont, aufgeführt und auf Schallplatten veröffentlicht.
Heute wird sein Andenken vor allem vom Arbeitskreis Mundart des Viersener Heimatvereins bewahrt, der seit 2006 auch seine Grabstätte auf dem Dülkener Friedhof pflegt.

## Würdigungen
1967 erhielt Weyers für sein Schaffen und die Verdienste um die Kultur des Niederrheins den "doctor humoris causa" der Dülkener Narrenakademie.
Die Nordschule in Dülken, die Weyers besuchte, wurde zu seinen Ehren am 1. August 1973 in Paul-Weyers-Schule umbenannt.
2006 wurde eine Stele errichtet, auf dem die Gedichtzeile "Allenengen ös jett Sonn" zu lesen ist. Eine Gedenktafel weist auf sein Wohnhaus Augustastraße 8 hin.

## Veröffentlichungen
- Dölker. In: Heimatbuch des Grenzkreises Kempen-Krefeld, Kempen 1961, S. 71–73
- Der Grieß, eine Dülkener Größe. In: Heimatbuch des Grenzkreises Kempen-Krefeld, Kempen 1962, S. 118 ff
- Ut et Dölker Belderböökske. In: Sechs Jahrhunderte Stadt Dülken. Dülken 1964, S. 110–119
- Im Zeichen der Windmühle. Erlebtes, Erforschtes und Erdachtes. Dülken 1965
- Wie man in Dülken St. Martin feiert. In: Der Niederrhein. Krefeld 1970, ISSN 0342-5673
- Allenengen ös jett Sonn. Lebensfrohe Dülkener Mundart. Aus dem Nachlass von Paul Weyers. „Stimmen der Landschaft“, Band 20. Van Acken, Krefeld 1973